# Martinuspolder
De Martinuspolder is een voormalig waterschap in de provincie Groningen.
Het waterschap was gelegen ten noorden van Lutjegast, tussen het dorp en het Hoendiep (het tegenwoordige Van Starkenborghkanaal) in. Het schap was nog geen 400 m breed en zo'n 800 m diep. Het bezat een windmotor die uitsloeg op de voormalige Zijlroe, de sloot aan de oostzijde van waterschap. 
Waterstaatkundig gezien ligt het gebied sinds 1995 binnen dat van het waterschap Noorderzijlvest.